# Mockup

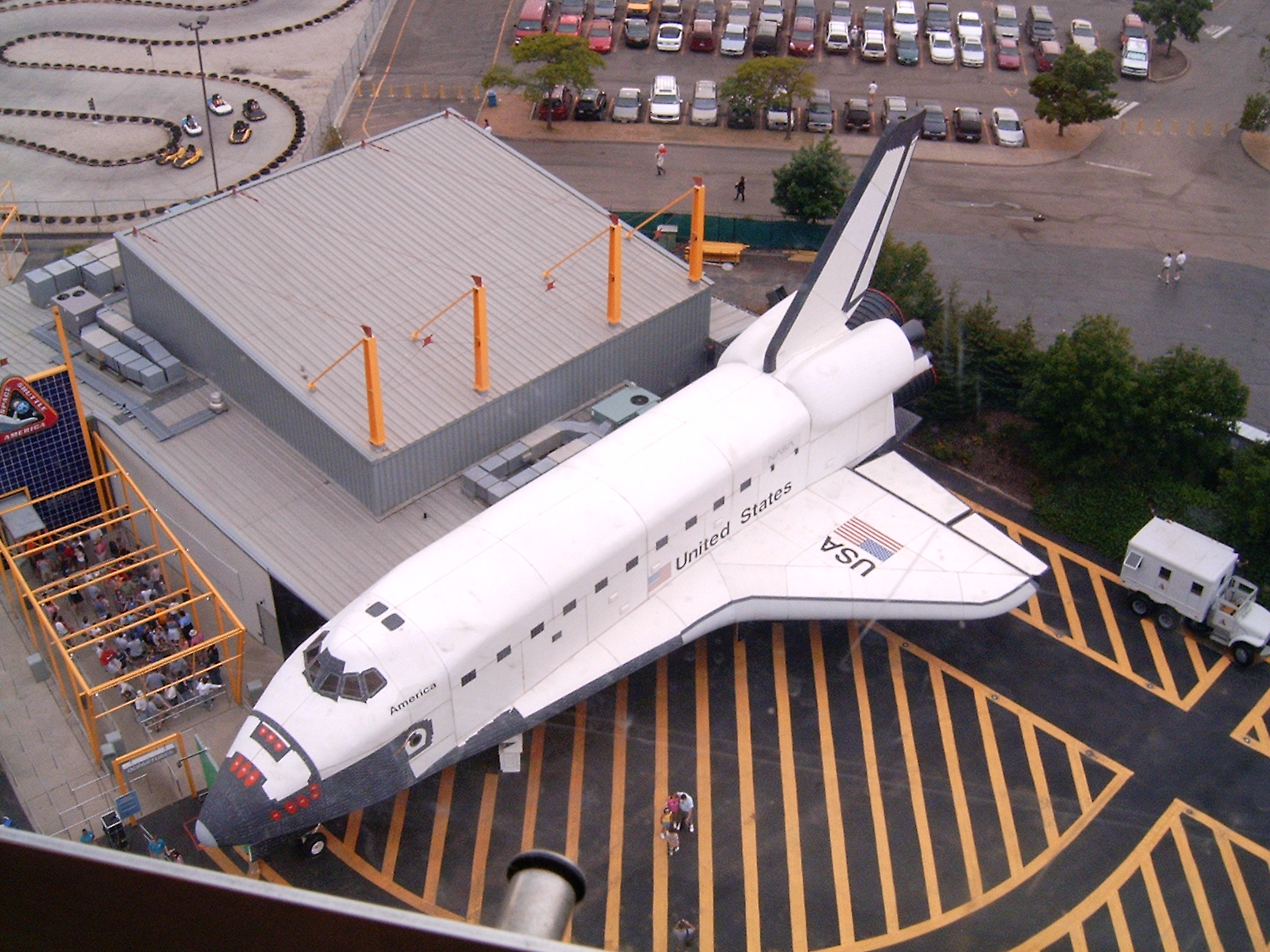
O serviço de transporte espacial de passeio do Ônibus Espacial America é um exemplo de um mockup.

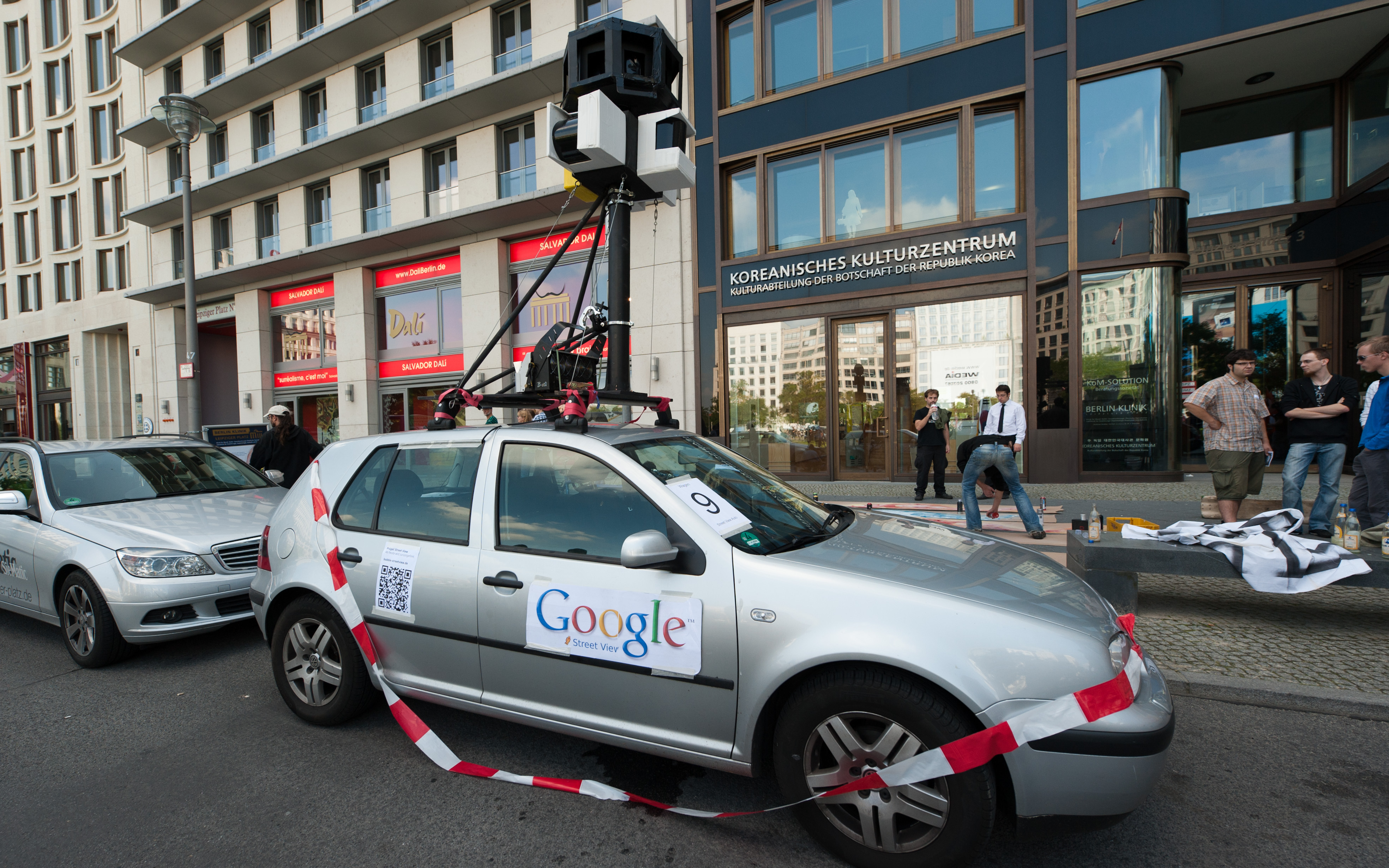
Mockup do Google Street View em demonstração no Freiheit statt Angst em Berlim, em 11 de setembro de 2010.

Em manufatura e design, um mockup, ou mock-up (em português "amostra" ou "apresentação", inicialmente chamado maquete) é um modelo em escala ou em tamanho real de um projeto ou dispositivo, usado para: ensino, demonstração, avaliação de design, promoção e outros propósitos. Um mockup é um protótipo que fornece parte da funcionalidade de um sistema e permite o teste de um projeto. Mockups são usados por designers principalmente para adquirirem um feedback dos usuários. Conceito baseado em uma ideia aprendida com uma piada popular na engenharia: Você pode consertar agora na mesa de desenho com uma borracha ou você pode corrigir mais tarde no canteiro de obras com uma marreta.
Um modelo principalmente usado para dar proporção maior ao produto, conhecida como gigantografia; uma representação gráfica de tamanho real detalhada do projeto, na forma mais fiel possível com o produto final. Uma simulação do formato, cor, perspectiva e, do contexto real. Que reduz custos de testes antes de iniciar a produção.

## Aplicações
Mockups são usados virtualmente sempre que um novo produto é desenhado. Alguns exemplos específicos são os seguintes:

### Engenharia de software
O uso mais comum de mockups no desenvolvimento de software é a criação de interfaces de usuário que mostram ao usuário final que o software será parecido com as interfaces criadas, sem ter que construir o software em si ou a funcionalidade subjacente. Mockups de Interface de Usuário de Software podem variar de layout de tela muito simples desenhados a mão até bitmaps realistas, para interfaces de usuário semifuncionais desenvolvidas em uma ferramenta de desenvolvimento de software.
Mockups são muitas vezes utilizados para criar testes de unidade, nos quais eles são geralmente chamados de objetos mock. As principais razões para a criação de tais mockups é ser capaz de testar uma parte de um sistema de software (uma unidade), sem ter que usar os módulos dependentes. A função destas dependências é, então, "falsificada" usando objetos mock.
Isto é especialmente importante se as funções que são simuladas como esta forem difíceis de se obter (por exemplo, devido envolverem computações complexas) ou se o resultado for não-determinístico, tal como a leitura de um sensor.
Mockup de software pode também ser usado para avaliação de nível micro, por exemplo, para verificar uma única função, e derivar os resultados dos testes para melhorar a força e usabilidade dos produtos como um todo.

## Controvérsias sobre estrangeirismos
Em algumas áreas profissionais (em particular, na indústria de software), é prática comum usar-se (e abusar-se) de termos anglo-saxônicos, sem preocupação de traduzir para palavras com o mesmo sentido em português. Algumas vezes, faz-se o aportuguesamento incorreto da palavra. Ex:. plugar (ligar), escanear (digitalizar),  checar (verificar) etc.
Um caso interessante (e caricato) é a palavra renderizar aportuguesamento do inglês rendering e que na língua original significa representar.
O verdadeiro significado do termo inglês, mockup é equivalente ao português "amostra" ou "apresentação" e é usado em situações como:
- Amostra de um produto - prática comum em supermercados, onde se faz a promoção de um produto novo, oferecendo amostras (tamanho reduzido) dos produtos.
- Apresentação de um produto ou serviço num espaço público.